# Nevado Sajama
O Nevado Sajama é o monte mais alto da Bolívia, na Cordilheira dos Andes. Na maior parte das fontes, aparece como tendo 6.542 m , porém no trabalho mais recente teve sua altura corrigida para 6550m de altitude é um estratovulcão extinto que forma um cone isolado.

## Geografia e Geomorfologia
Na Bolívia, os Andes se separam em duas cordilheiras que percorrem o país de sul a norte, a Cordilheira Ocidental, junto à fronteira com o Chile e a Cordilheira Oriental, mais central. Entre as duas cordilheiras fica o altiplano boliviano, com cerca de 3.800 de altitude média. O Sajama ergue-se 2200m a partir do altiplano, alguns km antes da Cordilheira Ocidental, e seu cume fica a 19km da fronteira com o Chile. É a montanha mais alta da Bolívia, e a décima quinta mais alta dos Andes.

Ao redor da montanha ficam os vilarejos de Sajama, Cosapa, Caripe e Lagunas, e há estradas que circulam o vulcão. A área onde se encontra o Sajama faz parte do Parque Nacional Sajama, 

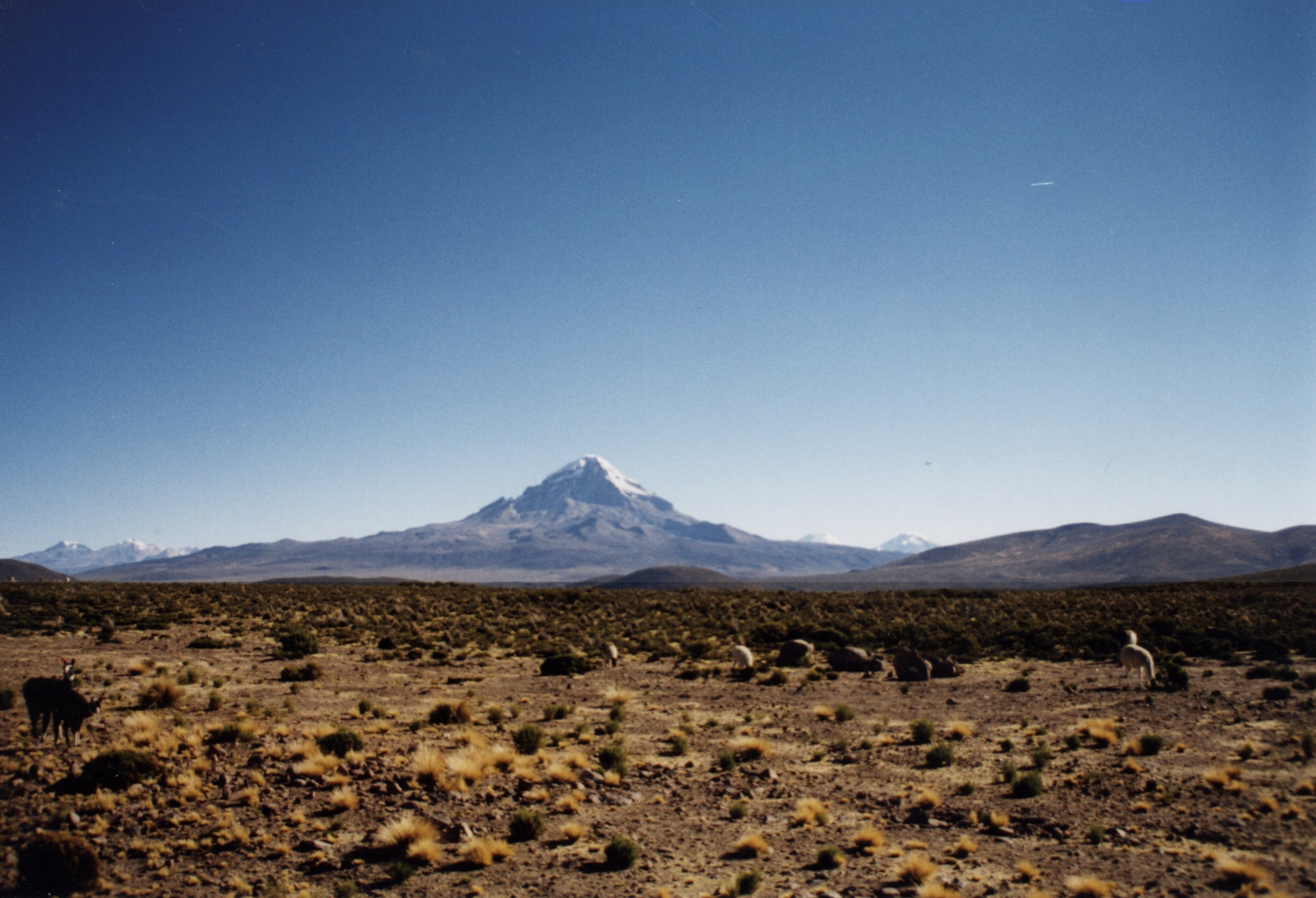
Nevado Sajama.

O Sajama pertence à Zona Vulcânica Central do Cinturão Vulcânico dos Andes, sendo considerado um vulcão composto, já que existe um extratovulcão criado em cima de vários domos de lava. A base do vulcão pode ter idades tão antigas quanto 2,7 milhões de anos, enquanto o estratovulcão que forma a pirâmide superior é bem mais recente, com medições de 700 mil anos. 
Acima de 4800m o Sajama apresenta várias geleiras, inclusive a principal que cobre todo o topo da montanha. Essas geleiras dão origem a vários riachos que se juntam no Rio Lauca, que vai desaguar no Salar de Coipasa. No caminho, esses cursos d’água criam vários banhados conhecidos no local como bofedales. 

## Clima e Vegetação
Ao redor do Sajama, o ambiente é o da puna de altiplano, com vegetação esparsa, ambiente que gradualmente vai se modificando com o ganho de altitude. O grande destaque vai para a árvore chamada queñua (Polylepis tarapacana), que aparece entre os 3.600m e 5.000m de altura, e é considerada a árvore com habitat mais elevado do mundo. Para proteção dos bosques foi criado o Parque Nacional Sajama, em 1939.

## Presença Pré-hispânica
A região é ocupada pelo povo Aymará, de cuja língua, inclusive vem o nome da montanha, "chak xaña", ou “oeste”. A montanha aparece na tradição oral dos povos locais em várias histórias onde se personifica como aliado ou inimigo das demais montanhas da Cordilheira Ocidental, como o Panaricota, o Ilimani ou o Tacora. 
Cerca de 40 locais arqueológicos foram encontrados, incluindo pukaras, que são fortes defensivos e chullpas, ou tumbas, mas diferente dos achados em outras montanhas, como o Mercedario, a maioria das construções aymarás estão em locais relativamente baixos na montanha. 

## Futebol
No início dos anos 2000 a FIFA iniciou tratativas para impedir partidas internacionais de futebol em altitudes muito elevadas (ver artigo principal Controvérsia da altitude no futebol). Peruanos, equatorianos e bolivianos seriam os maiores prejudicados, impedidos de jogar em seus estádios tradicionais. Para protestar e demonstrar a viabilidade da prática de esportes em grandes altitudes, em 12 de junho de 2007 foi organizado um jogo de futebol na  linha de 6000m no Sajama, com a participação do então presidente Evo Morales. Posteriormente a FIFA acabou alterando o limite máximo de altura para a prática do futebol de 2500m para 3000 metros.

## Montanhismo
A primeira ascensão nos tempos modernos foi feita em 4 de outubro de 1939 pelos austríacos Wilfred Kühm e Joseph Prem. Era a sexta tentativa de Prem, que tentava a escalada da montanha desde 1927 com vários parceiros e por várias rotas.
Hoje a rota normal é a aresta sudoeste, com baixa dificuldade técnica, a par dos problemas causados pela exposição a ventos fortes e baixas temperaturas.